# IC 1001
IC 1001 је спирална галаксија у сазвјежђу Дјевица која се налази на листи објеката дубоког неба у Индекс каталогу.
Деклинација објекта је + 5° 25' 40" а ректасцензија 14h 20m 39,6s. Привидна величина (магнитуда) објекта IC 1001 износи 13,9 а фотографска магнитуда 14,7. IC 1001 је још познат и под ознакама CGCG 47-14, PGC 51249.